# Van Roey
Groep Van Roey is een Belgische bouwgroep. Het bedrijf heeft zijn hoofdzetel in Rijkevorsel en realiseert projecten in heel België en Nederland. Van Roey is een van de oudste bedrijven van België.

## Geschiedenis

### Het begin als schrijnwerkerij (1740-1928)
Van Roey ontstond in 1740. Toen repareerde Andreas Van Rooij de orgelkast van de Sint-Michielskerk in Brecht, een buurgemeente van Rijkevorsel. De jongste van de zeven zonen van Andreas Van Rooij, Cornelius, zette de schrijnwerkersstiel verder en specialiseerde zich in kerkmeubilair. Met de specialisatie groeide ook het schrijnwerkersbedrijf. Ook de generatie die volgt stapt in het schrijnwerkersberoep. Henricus Van Roey neemt initieel het bedrijf van zijn vader over, maar laat het in 1880 aan broer Franciscus 'Frans' Van Roey. Op dat moment vestigde het bedrijf zich aan de Borgerhoutstraat, de huidige Sint-Lenaartsesteenweg, waar het hoofdkantoor van het bedrijf gevestigd zou blijven tot in 2015.

### De introductie van de baksteen en de grote doorbraak (1928-1945)
Het is Frans Van Roey die de baksteen introduceert in het bedrijf. De eerste grote metselwerken worden in 1928 aan het bedrijf toevertrouwd en in 1935 wordt de eerste betonmolen gekocht. Het is echter pas in 1937 dat de grote doorbraak van Van Roey als aannemer plaatsvindt. Dan wordt Van Roey ingeschakeld voor de bouw van sanatorium Lizzy Marsily in Westmalle. Op dat moment staan oudste zonen Jef en Louis Van Roey aan het hoofd van het bedrijf, bijgestaan door hun schoonbroer Staf Van Beeck. Vader Frans Van Roey maakte de grote doorbraak niet mee, hij overleed in 1935.

### Sterke groei na de Tweede Wereldoorlog (1945-1973)
De wederopbouw na de Tweede Wereldoorlog zorgde voor een groeispurt voor Van Roey. Waar het bedrijf in 1948 nog 103 medewerkers had, zijn er dat in 1953 al 218. Ook in de jaren '60 en '70 blijft Van Roey groeien. Het is in die periode dat de bouw van grote (vaak publieke) gebouwen en infrastructuur echt op gang komt, met de bouw van onder meer fabrieken, scholen, watertorens en waterzuiveringsinstallaties.

### De Muynck en Franki (1973-2000)
Als volgende stap in de groei van Van Roey wordt in 1973 voor het eerst een extern management geïnstalleerd binnen het bedrijf. Johan De Muynck, die ervoor ingenieur was bij het Ministerie van Openbare Werken, wordt de eerste externe algemeen directeur van de bouwonderneming. Onder zijn leiding groeit Van Roey verder, tot één van de grootste Belgische bouwondernemingen. In 1989 neemt Van Roey, onder impuls van De Muynck, het veel grotere (maar financieel in zwaar weer verkerende) Franki over, een bouwbedrijf met projecten over de hele wereld, gespecialiseerd in funderingswerken. Door deze overname was Van Roey-Franki prompt het derde-grootste bouwbedrijf van België. Deze overname werd geen succes. In 1997 kwam Franki opnieuw in de problemen en in 1998 ging het bedrijf vervolgens failliet, een financieel debacle voor Van Roey. Het Franki-avontuur kostte de onderneming zo'n 40 miljoen euro. 

### Herstel en groei (2000-heden)
In 2000 verlaat Johan De Muynck Van Roey. Victor 'Vic' Van Roey, een telg uit de zevende generatie, neemt in naam van de aandeelhouders opnieuw de teugels in handen en wordt voorzitter en gedelegeerd bestuurder van de groep. In 2001 wordt ook huidig algemeen directeur Eddy Cox aangesteld. Onder de leiding van Victor Van Roey en Eddy Cox wordt het bedrijf opnieuw gezond. Waar het eigen vermogen van Van Roey in 1998 nog slechts 1,8 miljoen euro bedroeg, was dat in 2012 al 19,6 en in 2023 73,4 miljoen euro. 

## Bedrijfsstructuur

### Dochterbedrijven
Groep Van Roey bestaat uit twaalf bedrijven, die gespecialiseerd zijn in verschillende aspecten van bouw en projectontwikkeling. Er zijn bedrijven die fungeren als aannemer, die zorgen voor de toelevering van materialen, die instaan voor technieken, die zorgen voor verkoop. Naast bouw en projectontwikkeling is Van Roey ook actief in de sportwereld, in de vorm van Sportoase. Groep Van Roey heeft ook participaties in Skilpod en Novinato.

#### Aannemers
- Van Roey (Rijkevorsel, opgericht in 1740)
- vanhout.pro (vroeger Vanhout en Zonen, Turnhout, sinds 2003)
- Algemene Bouw Maes (Gent, sinds 2006, 60% van de aandelen)
- Artem (voorheen Nys-Driesen, Dessel, sinds 2014)

#### Toelevering
- Staalbeton (Rijkevorsel, opgericht in 1982)
- Architon (Dessel, sinds 2014)

#### Ontwikkeling
- Van Roey Vastgoed (Rijkevorsel, opgericht in 1991)

#### Technieken en services
- Van Roey Services (Rijkevorsel, opgericht in 2004)
- Metiz (Lier, sinds 2022)
- Alfa Group (Lokeren, sinds 2021)
- IFTech (Beringen, sinds 2018)

#### Sportexploitatie
- Sportoase (meerdere vestigingen, sinds 2005 (bij oprichting 50% van de aandelen, 100% sinds 2021)

### Familie Van Roey
Groep Van Roey is vandaag volledig in handen van de familie Van Roey. De aandelen van de groep zijn verdeeld over de verschillende takken van de familie en ondergebracht in een daarvoor opgerichte stichting. Gedurende zijn periode bij de groep had ook Johan De Muynck aandelen (20%), maar na de mislukte Franki-overname en zijn vertrek bij het bedrijf werden deze aandelen opnieuw overgenomen door de familie Van Roey. Sinds 1973 is niemand van de familie nog actief in het bedrijf. Ze zetelen wel in de raad van bestuur en houden zo toezicht op de werking van de groep.
| Gen.                                                   | Vertegenwoordiging Familie Van Roey in Groep Van Roey | Vertegenwoordiging Familie Van Roey in Groep Van Roey | Vertegenwoordiging Familie Van Roey in Groep Van Roey | Vertegenwoordiging Familie Van Roey in Groep Van Roey |
| Bedrijfsleiders (1740–1973)                            | Bedrijfsleiders (1740–1973)                           | Bedrijfsleiders (1740–1973)                           | Bedrijfsleiders (1740–1973)                           | Bedrijfsleiders (1740–1973)                           |
| ------------------------------------------------------ | ----------------------------------------------------- | ----------------------------------------------------- | ----------------------------------------------------- | ----------------------------------------------------- |
| 1                                                      | Andreas Van Roey (....–....)                          | Andreas Van Roey (....–....)                          | Andreas Van Roey (....–....)                          | Andreas Van Roey (....–....)                          |
| 2                                                      | Cornelius Van Roey (1751–1836)                        | Cornelius Van Roey (1751–1836)                        | Cornelius Van Roey (1751–1836)                        | Cornelius Van Roey (1751–1836)                        |
| 3                                                      | Wilhelmus Van Roey (1809–1880)                        | Wilhelmus Van Roey (1809–1880)                        | Wilhelmus Van Roey (1809–1880)                        | Wilhelmus Van Roey (1809–1880)                        |
| 4                                                      | Henricus Van Roey (1837–....)                         | Henricus Van Roey (1837–....)                         | Henricus Van Roey (1837–....)                         | Henricus Van Roey (1837–....)                         |
| 5                                                      | Frans Van Roey (1881–1935)                            | Frans Van Roey (1881–1935)                            | Frans Van Roey (1881–1935)                            | Frans Van Roey (1881–1935)                            |
| 6                                                      | Louis Van Roey (1909–1981)                            | Louis Van Roey (1909–1981)                            | Jef Van Roey (1907–....)                              | Jef Van Roey (1907–....)                              |
| Vertegenwoordigers in de raad van bestuur (sinds 1973) |                                                       |                                                       |                                                       |                                                       |
| 7                                                      | Victor Van Roey (1941–2009)                           | Frans Van Roey (....–....)                            | Herman Van Roey (1936–2017)                           | Herman Van Roey (1936–2017)                           |
| 8                                                      | Peter Van Roey (1964)                                 | Eric Kurris (1958)                                    | Jef Van Roey (1961)                                   | Lu Van Roey (1962)                                    |

## Projecten
Van Roey was verantwoordelijk voor de bouw van circa 80 procent van de Belgische watertorens. Ook ziekenhuis Klina (Brasschaat) werd gebouwd door Van Roey, net als wetenschapscentrum Technopolis (Mechelen) en onderdelen van de brouwerijen van Duvel-Moortgat (Breendonk) en AB Inbev (Leuven). Als eigenaar van Sportoase bouwde Groep Van Roey ook alle vestigingen van Sportoase.

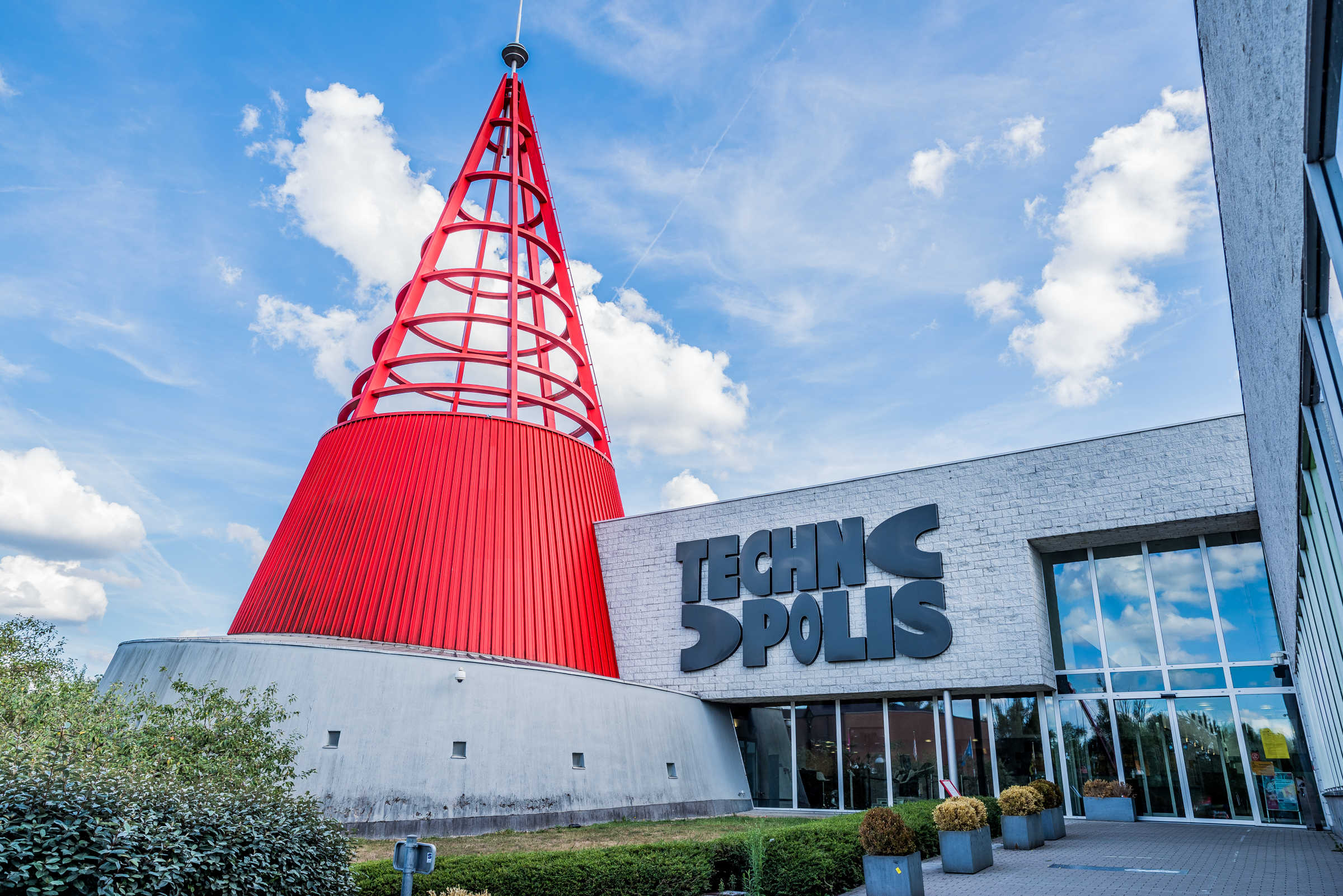
Technopolis (Mechelen)

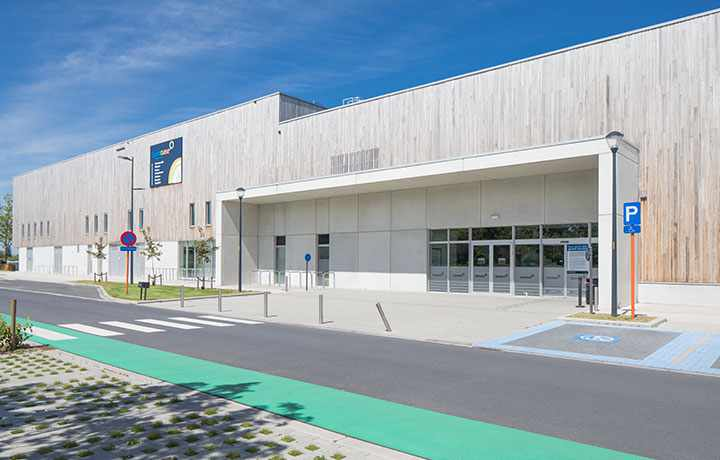
Sportoase Schiervelde (Roeselare)